# Yağbasan, Tekkeköy
Yağbasan là một xã thuộc quận Tekkeköy, tỉnh Samsun, Thổ Nhĩ Kỳ. Dân số thời điểm năm 2010 là 705 người.